# Friedrich Born
Friedrich Born (* 10. Juni 1903 in Langenthal; † 14. Januar 1963 in Zollikofen) war ein Schweizer Wirtschaftsdiplomat. Von Mai 1944 bis Januar 1945 war er tätig als Delegierter für das Internationale Komitee vom Roten Kreuz (IKRK) in Budapest. Er unterstützte dort die jüdische Bevölkerung durch den Aufbau von Krankenhäusern, Kinder- und Waisenheimen und Volksküchen sowie die Ausstellung von Schutzpapieren. Durch seine Aktivitäten rettete er ca. 11.000 bis 15.000 ungarische Juden vor der Deportation. Am 5. Juni 1987 wurde er als Gerechter unter den Völkern in die israelische Holocaust-Gedenkstätte Yad Vashem aufgenommen.

## Leben

### Familie, Ausbildung und berufliche Tätigkeit
Friedrich Born wurde am 10. Juni 1903 in Langenthal als Sohn des Johann Born geboren. Nach seinem Schulabschluss machte er zunächst eine Mechaniker-Ausbildung und anschließend eine kaufmännische Lehre. Danach arbeitete er in Lausanne und Antwerpen sowie in einer Zürcher Importfirma. 1936 wurde ihm die Leitung eines Getreideimportgeschäfts in Budapest übertragen. Bis zum Beginn seiner Tätigkeit für das IKRK war er, ebenfalls in Budapest, für die schweizerische Zentrale für Handelsförderung tätig.
Born war mit Maria Zaugg verheiratet.

### Tätigkeit für das IKRK
Die IKRK-Delegation in Budapest wurde seit ihrer Einrichtung im Oktober 1943 von Jean de Bavier geleitet. Er hatte frühzeitig die Gefahren erkannt, die im Zuge der deutschen Besetzung auf die etwa 800.000 in Ungarn lebenden Juden zukamen. Am 18. Februar 1944 schickte er deshalb einen entsprechenden Bericht an das IKRK in Genf. Das IKRK war zunächst der Auffassung, dass zu unterscheiden sei zwischen Juden mit fremder Staatsangehörigkeit, die als Zivilinternierte zu behandeln wären, und den Juden ungarischer Staatsangehörigkeit, deren Behandlung ausschließlich eine innere Angelegenheit Ungarns sei. Jean de Bavier schlug daraufhin am 27. März vor, dass IKRK-Präsident Max Huber persönlich bei Adolf Hitler intervenieren sollte. In einem Antwortschreiben vom IKRK wurde ihm am 30. März mitgeteilt, dass dieser Vorschlag geprüft werde, er jedoch bis zum Erhalt weiterer Instruktionen keinerlei weitere Schritte auf eigene Initiative unternehmen sollte.
Warum Jean de Bavier vom IKRK letztlich von seiner Position abberufen wurde, ist nie bekannt geworden, ebenso wie die Gründe für die Auswahl von Friedrich Born als dessen Nachfolger. Es erscheint wahrscheinlich, dass neben dem Umstand, dass Born sich bereits vor Ort befand, die aus seiner Tätigkeit resultierenden guten Kontakte zu einflussreichen Familien und diplomatischen Kreisen in Ungarn ebenso eine Rolle spielten wie die Tatsache, dass er neben Deutsch und Französisch auch Ungarisch sprach. Am 10. Mai 1944 übernahm damit der in praktischer Rotkreuz-Arbeit völlig unerfahrene Friedrich Born als Delegierter die Leitung der IKRK-Delegation in Budapest. Ebenso wie Jean de Bavier bat er das IKRK wiederholt um die Erweiterung seiner eigenen Handlungsbefugnisse sowie um offizielle Initiativen des Komitees zugunsten der jüdischen Bevölkerung in Ungarn. Zur Unterstützung der Arbeit seiner Delegation beschäftigte er vorwiegend Juden, für die er bei den Behörden vor Ort ausserdem durchsetzte, dass sie keinen Judenstern tragen mussten. Seine weitergehenden Initiativen führte er ohne ausdrücklichen Auftrag oder Genehmigung des IKRK aus, informierte das Komitee aber über seine Aktivitäten. 
Er richtete Krankenhäuser, Kinder- und Waisenheime und Volksküchen für die ungarischen Juden ein und stellte diese Einrichtungen unter den Schutz des Roten Kreuzes. Allein in den ca. 60 Kinder- und Waisenheimen konnten ca. 7000 bis 8000 Kinder versorgt werden. Des Weiteren erhielt er vom IKRK die Befugnis, Schutzpapiere für die betroffenen Menschen auszustellen. Er arbeitete ausserdem mit den konsularischen Vertretungen lateinamerikanischer Staaten in der Schweiz zusammen, um durch die Ausstellung von Immigrationspapieren dieser Länder weiteren ungarischen Juden Schutz vor den Repressalien und der Deportation durch die Nazis zu ermöglichen. Nach der Einrichtung des Budapester Ghettos bezog er dort sein Büro.
Den größten Teil der Deportationen konnte er durch seinen Einsatz nicht verhindern. Es gelang ihm jedoch, den Abtransport der letzten Konvois aufzuhalten, wodurch er ca. 7500 Menschen das Leben rettete. Weitere 3000 bis 4000 ungarische Juden entgingen durch ihre Tätigkeit für die IKRK-Delegation dem Transport in die Vernichtungslager. Die Gesamtzahl der durch Friedrich Born geretteten Juden wird auf ca. 11.000 bis 15.000 geschätzt.

### Leben nach dem Zweiten Weltkrieg
Im Januar 1945, nach dem Einmarsch der Roten Armee, musste er Ungarn auf Befehl der sowjetischen Militärbehörden verlassen. Seine Mission für das IKRK endete am 9. September 1945. Er gründete in der Folgezeit eine eigene Import-Export-Firma und wohnte in Zollikofen bei Bern.
Friedrich Born starb am 14. Januar 1963, ohne seinen Kindern jemals von seinen Aktivitäten für die jüdische Bevölkerung in Ungarn erzählt zu haben. Am 5. Juni 1987 wurde ihm postum der Ehrentitel „Gerechter unter den Völkern“ der israelischen Holocaust-Gedenkstätte Yad Vashem verliehen.
Seit 2010 trägt in Budapest ein Teil der Uferpromenade entlang der Donau seinen Namen; im Mai 2011 wurden zudem in dem sog. Felsenkrankenhaus (Anlage im Innern des Budaer Burghügels) zwei Räume eröffnet, die ihm und der IKRK-Delegation gewidmet sind.